# Graphocephala
Graphocephala — род цикадок из семейства Cicadellidae отряда Hemiptera.

## Виды
К роду относят следующие виды:
- Graphocephala atropunctata Signoret, 1854
- Graphocephala coccinea Forster, 1771
- Graphocephala fennahi Young, 1977